# Timex Sinclair
Timex Sinclair va ser una «joint venture» entre l'empresa britànica Sinclair Research i l'estatunidenca Timex Corporation en un esforç per aconseguir una entrada en el mercat dels microordinadors, en ràpid creixement a principis de la dècada del 1980 en els Estats Units. La tria de l'associació fou natural perquè Timex ja era el contractista principal per a la fabricació dels equips Sinclair ZX81 i ZX Spectrum en la seva planta de Dundee (Escòcia).
Va ser Timex Portugal (TMX Portugal), però, que va assumir l'R+D+I i la fabricació local dels models per a ser exportats als EUA. Timex Portugal també va vendre els models de Timex Sinclair a Portugal i Polònia sota la marca Timex Computer.

## Productes

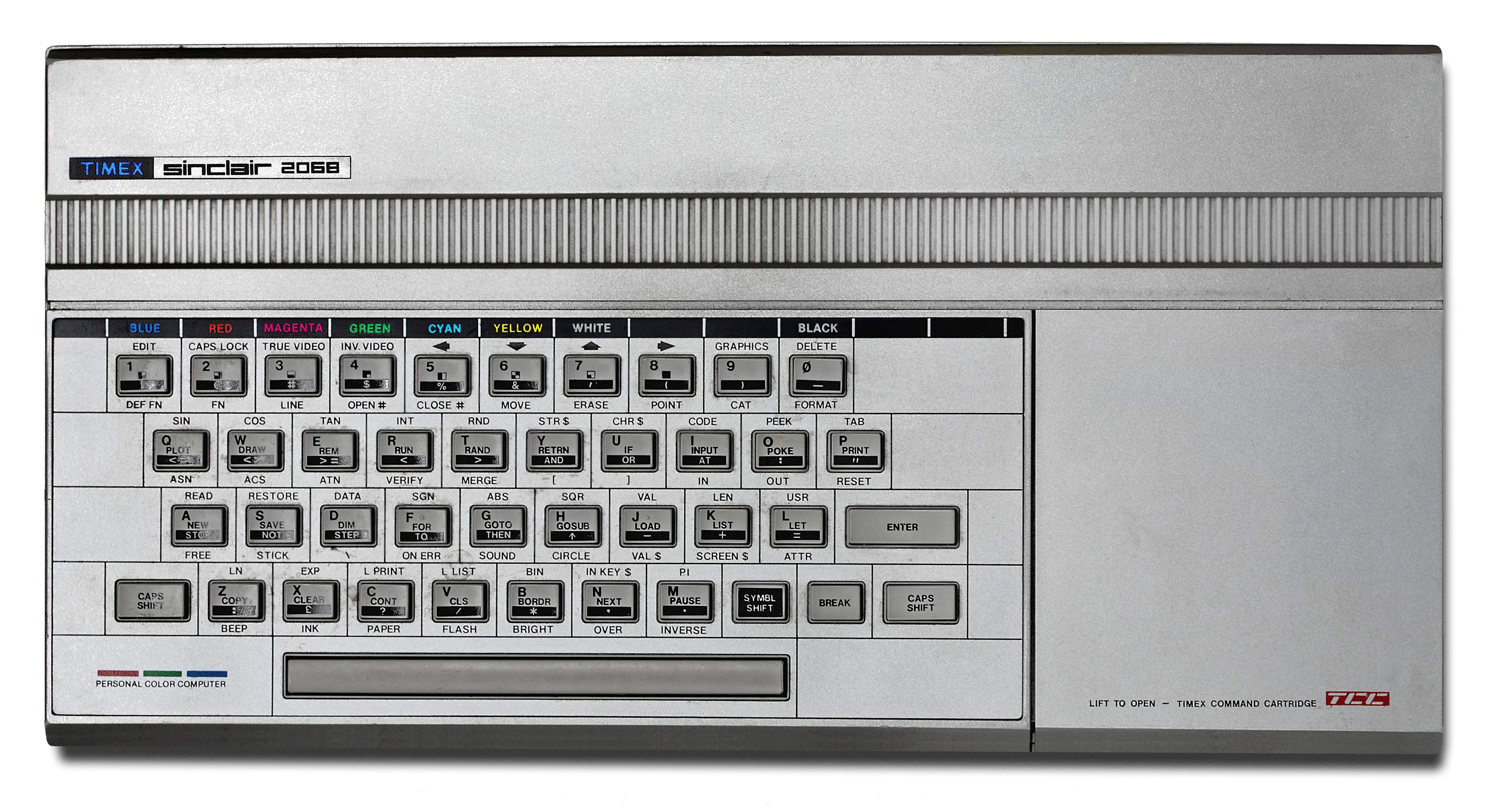
El Timex Sinclair 2068.

Timex Sinclair va llançar quatre microordinadors, tots ells basats (fins a cert punt) en les màquines existents de Sinclair Research. En ordre cronològic:
- TS1000: essencialment, un ZX81 modificat (NTSC) amb 2 kB de RAM;[3]
- TS1500: un TS1000, amb 16 kB de RAM i una carcassa i teclat similars als del ZX Spectrum;[4]
- TS2068: una màquina millorada basada en el ZX Spectrum, amb un port per a cartutxos per fer-ho competir amb les consoles de videojocs. Això es va traduir en una pobra compatibilitat amb el programari desenvolupat per l'original. El seu germà europeu, el TC2068, va comptar amb una millor compatibilitat amb el ZX Spectrum;[5]
- TC2048: una màquina basada en el ZX Spectrum, amb el teclat del TS2068. No es va vendre als EUA.[6]

Timex Portugal també va produir un ordinador personal Z80, CP/M-compatible, el Timex FDD o FDD 3000. La majoria de la gent només el coneix com un controlador de discs, però en realitat, es tracta d'un ordinador sense circuits gràfics. El FDD o FDD 3000 podria ser utilitzat de tres formes diferents:
- com un controlador d'unitats de disc per a un ZX Spectrum o TC2048/2068, executant TOS (sistema operatiu Timex);
- com un sistema CP/M, utilitzant un ordinador TC2048/2068 executant el Timex Terminal Emulator com consola.
- com un sistema CP/M, utilitzant el Timex Terminal 3000, un teclat de terminal, com consola.

## Programari
TMX Portugal va vendre/desenvolupar els següents programes:
- TOS - sistema operatiu per al FDD/FDD3000 conegut com a Timex Operating System[10]
- CP/M per al FDD3000 - sistema operatiu avançat pel FDD3000
- Basic 64 - extensions del Sinclair BASIC per als modes de vídeo addicionals
- Timeword - Un processador de textos en cartutx que es pot desar en disquets TOS o gravadores de cinta magnètica.